# −8
-8(마이너스 팔, 음의 팔)은 −9보다 크고 −7보다 작은 음수다. −8의 절댓값과 반수는 8이며, −8의 역수는 분수로는 −1/8이고, 소수로는 −0.125이다.